# Alberto Ormaetxea
Alberto Ormaetxea Ibarlucea (ur. 7 kwietnia 1939 w Eibarze, zm. 28 października 2005 w San Sebastián) – hiszpański piłkarz grający na pozycji bocznego obrońcy, trener.
Alberto Ormaetxea przez większość kariery związany był z Realem Sociedad, najpierw jako zawodnik, potem jako trener (dwukrotne mistrzostwo Hiszpanii).

## Kariera piłkarska
Urodzony w prowincji Gipuzkoa, Alberto Ormaetxea karierę piłkarską rozpoczął w juniorach Urko. W 1958 roku został zawodnikiem SD Eibar, z którym w sezonie 1957/1958 spadł do Segunda División. W 1959 roku został zawodnikiem Realu Sociedad, jednak klub natychmiast wypożyczył zawodnikiem jego poprzedniemu klubowi.
Ormaetxea zaczął grać jako prawy obrońca, ale ostatecznie zmienił flanki. Po powrocie z wypożyczenia do Realu Sociedad pierwsze dwa sezony grał w drużynie rezerw, a latem 1962 roku awansował do pierwszego zespołu, który właśnie spadł z Primera División. Biało–Niebiescy ponownie do Primera División awansowali w sezonie 1966/1967. Najlepszym sezonem w karierze piłkarskiej Ormaetxei w Primera División był sezon 1969/1970, kiedy to rozegrał wszystkie 28 meczów ligowych, w których strzelił 2 gole, a jego drużyna zakończyła rozgrywki ligowe na 7. miejscu. Po sezonie 1973/1974 Ormaetxea w wieku 35 lat oraz po kilku kontuzjach zakończył piłkarską karierę. Łącznie w Realu Sociedad rozegrał 280 meczów.

## Kariera trenerska
Alberto Ormaetxea po zakończeniu kariery piłkarskiej rozpoczął karierę trenerską. W latach 1974–1978 był asystentem trenerów w Realu Sociedad, najpierw Andonia Elizondo (1974–1976), potem José Antonia Irulegui (1976–1978), którego w 1978 roku zastąpił na stanowisku głównego trenera, na którym pozostał do 1985 roku. W tym okresie klub odnosił największe sukcesy w swojej historii: wicemistrzostwo Hiszpanii (1980 – 1 punkt straty do zwycięzcy rozgrywek, Realu Madryt i biorąc pod uwagę sezon 1978/1979 zespół ustanowił rekord 38 meczów bez porażki, który przetrwał kilka dekad), a także jedyne mistrzostwa Hiszpanii (1981, 1982), dwukrotnie półfinał Pucharu Króla (1982, 1983) oraz Superpuchar Hiszpanii 1982.
W sierpniu 1986 roku został trenerem CF Hércules, jednak po miesiącu pracy odszedł z klubu i tym samym zakończył karierę trenerską. Potem pracował z drużyną weteranów Realu Sociedad oraz pisał do lokalnej gazety El Diario Vasco. W 2005 roku poparł Miguela Ángela Fuentesa w wyborach na prezydenta Realu Sociedad.

## Sukcesy

### Zawodnicze
Real Sociedad
- Awans do Primera División: 1967
- 7. miejsce w Primera División: 1970

### Trenerskie
Real Sociedad
- Mistrzostwo Hiszpanii: 1981, 1982
- Półfinał Pucharu Króla: 1982, 1983
- Superpuchar Hiszpanii: 1982

## Śmierć
Alberto Ormaetxea zmarł 28 października 2005 roku San Sebastián, po długiej walce z chorobą w wieku 66 lat.